# Сейсмічність Іспанії
Територія Іспанії — характеризується середньою сейсмічністю.

## Загальна характеристика
Рельєф Іспанії дуже різноманітний, домінуючу роль тут відіграють системи гірських хребтів і високогірних плоскогір'їв. На півночі і північному сході знаходяться середньовисотні гори — важкодоступні Піренеї, Кантабрійські, Іберійські і Каталонські, на півдні — Андалузькі і гори Сьєрра-Морена. Головне місце в геологічній будові Іспанії займають протерозойські і палеозойські складчасті комплекси Месети, що є західною ланкою герцинських споруд Європи, де виділяються три тектонічні зони. Підвищена сейсмічність супроводжує також острови вулканічного походження архіпелагу Канарські острови в Атлантичному океані, які належать Іспанії. Територія материкової частини Іспанії, окрім інтенсивної мікросейсмічної активності (1,0<M≤3,0), характеризується досить частими землетрусами невеликої сили (3,0<M≤5,0) і поодинокими сильними землетрусами (5,0<M≤7,0).

## Землетруси у минулі століття
Землетруси магнітудою понад 4,0 балів (за шкалою Ріхтера) з епіцентрами в Іспанії, що сталися впродовж останніх 60 років:
- 29 березня 1954 року — 7,0 балів (Дуркаль, Гранада);
- 9 травня 1989 року — 5,3 балів (Тенеріфе, Канарські острови)[2];
- 20 грудня 1989 року — 5,3 балів;
- 2 лютого 1999 року — 5,2 балів (Пуебла де Мула, Мурсія).

## Землетруси XXI століття
З 2000 до 2011 року, в Іспанії зафіксовано декілька землетрусів потужністю (4,0<M>6,0) балів; 
- 6 серпня 2002 року — 4,5 балів;
- 29 січня 2005 року — 4,7 балів;
- 12 серпня 2007 року — 5,1 балів (Педро-Муньйос, Сьюдад-Реаль);
- 2 жовтня 2008 року — 4,8 балів (поблизу м. Севілья)[3];
- 17 грудня 2009 року — 6,3 балів (Атлантичний океан);
- 12 квітня 2010 року — 4,7 балів (Гранада);
- 11 травня 2011 року — 5,1 балів Лорка, (Мурсія)[4].

### 2016
25 січня, на південному сході Іспанії стався сильно помірний (за шкалою інтенсивності МSK-64) землетрус магнітудою 6,5 балів (за шкалою Ріхтера). Сейсмологи зафіксували поштовхи поблизу міста Малаги на глибині 33 км. У місті було пошкоджено досить багато будинків, з яких евакуювали сотні людей.

### 2021
26 січня, в районі іспанського міста Гранада сталася серія землетрусів. Магнітуда декількох підземних поштовхів перевищувала 4,0 балів (за шкалою Ріхтера). Найпотужніші підземні поштовхи були зафіксовані в районах Кульяр-Вега (магнітудою 4,2 балів) та Санта-Фе (4,0 і 4,3 балів відповідно).
14 жовтня, на іспанському острові Ла-Пальма, під час виверження вулкану Кумбре-В'єха, стався сильно відчутний (за шкалою інтенсивності МSK-64) землетрус землетрус магнітудою 4,5 балів (за шкалою Ріхтера). Згідно повідомленням Національного географічного інституту Іспанії (IGN), гіпоцентр землетрусу залягав на глибині 37 км.
20 жовтня, о 00:48 (за київським часом), на острові Ла-Пальма, стався повторний сильно відчутний (за шкалою інтенсивності МSK-64) землетрус магнітудою 4,8 балів (за шкалою Ріхтера). За повідомленням Національного географічного інституту Іспанії (IGN), підземні поштовхи були зафіксовані на глибині 39 км поблизу Вілья-де-Масо.

### 2025
14 липня, близько 07:00 (за місцевим часом), в Іспанії стався помірний (за шкалою інтенсивності МSK-64) землетрус магнітудою 5,5 балів (за шкалою Ріхтера). Згідно повідомлення The Independent, епіцентр землетрусу знаходився на півдні Іспанії, поблизу популярних туристичних центрів Коста-дель-Соль та Аліканте. Іспанська газета El País повідомила, що серед найбільш постраждалих районів — Гранада, Малага і Хаен, а також Мурсія, Аліканте та Альбасете на сході країни. У провінції Альмерія через землетрус обвалився дах аеропорту, у місті Уеркаль-де-Альмерія пошкоджено автосалон Toyota.